# 亚历山大·勒迪格
亚历山大·勒迪格（德語：Alexander Rödiger，1985年5月14日—），德国男子雪车运动员。他曾代表德国参加2010年、2014年和2018年冬季奥林匹克运动会雪车比赛，获得二枚银牌，均来自四人项目。